# Pheneps cursitatus
Pheneps cursitatus là một loài bọ cánh cứng trong họ Psephenidae. Loài này được Spangler miêu tả khoa học đầu tiên năm 1987.